# 和顺镇 (腾冲市)
和顺镇是中国云南省保山市腾冲市下辖的一个镇。和顺镇有中国魅力名镇、中国历史文化名镇、全国特色景观旅游名镇、中国文化百强镇（2019年）的称号，是著名侨乡，有和顺图书馆、艾思奇故居、和顺传统民居建筑群等文物保护单位。电视剧《我的团长我的团》、《翡翠王》曾在此拍摄。境内的水碓村为首批中国传统村落，大庄、十字路为第二批中国传统村落。

## 行政區劃
和顺镇下轄：
太平村、田头村、莽林村、蒋家村、地理村、李山村、椅子山村、兴华村、东蚌村、柳树水村、等子村、长安村、龙洞村、下坝村、大坪子村、乌木村、思腊村和绿水村。